# Strumigenys tigris
Strumigenys tigris är en myrart som beskrevs av Brown 1971. Strumigenys tigris ingår i släktet Strumigenys och familjen myror. Inga underarter finns listade i Catalogue of Life.